# Jacqueline Poelman
Helina Jacomina „Jacqueline“ Poelman (* 5. Oktober 1973 in Leek) ist eine ehemalige niederländische Leichtathletin, die sich auf den Sprint spezialisiert hat. 1994 und 2005 gewann sie jeweils die Bronzemedaille über 200 Meter bei den Halleneuropameisterschaften und feierte damit ihre größten sportlichen Erfolge.

## Sportliche Karriere
Erste internationale Erfahrungen sammelte Jacqueline Poelman vermutlich im Jahr 1991, als sie bei den Junioreneuropameisterschaften in Thessaloniki mit 12,22 s im Halbfinale im 100-Meter-Lauf ausschied und über 200 Meter mit 24,77 s nicht über den Vorlauf hinauskam. Im Jahr darauf nahm sie mit der niederländischen 4-mal-100-Meter-Staffel an den Olympischen Sommerspielen in Barcelona teil und schied dort mit 43,91 s in der Vorrunde aus. Anschließend gewann sie bei den Juniorenweltmeisterschaften in Seoul in 11,44 s die Silbermedaille über 100 Meter und belegte in 23,38 s den vierten Platz im 200-Meter-Lauf. 1993 kam sie bei den Hallenweltmeisterschaften in Toronto mit 7,46 s nicht über die erste Runde im 60-Meter-Lauf hinaus und schied über 200 Meter mit 23,70 s im Semifinale aus. Im August schied sie dann bei den Freiluft-Weltmeisterschaften in Stuttgart mit 11,50 s im Viertelfinale über 100 Meter aus und schied über 200 Meter mit 23,64 s ebenfalls im Viertelfinale aus. Im Jahr darauf schied sie bei den Halleneuropameisterschaften in Paris mit 7,26 s im Halbfinale über 60 Meter aus und gewann in 23,43 s die Bronzemedaille über 200 Meter hinter der Russin Galina Maltschugina und Silke-Beate Knoll aus Deutschland. Im Sommer schied sie bei den Europameisterschaften in Helsinki mit 11,65 s im Semifinale über 100 Meter aus, wie auch über 200 Meter mit 23,58 s. Zudem belegte sie im Staffelbewerb in 43,81 s den sechsten Platz. 1995 schied sie bei den Hallenweltmeisterschaften in Barcelona mit 24,07 s im Halbfinale über 200 Meter aus und kam über 60 Meter mit 7,42 s nicht über den Vorlauf hinaus.
Nach mehreren weniger erfolgreichen Jahren ohne Meisterschaftsteilnahmen startete sie 2001 bei der Sommer-Universiade in Peking und belegte dort in 11,62 s den fünften Platz über 100 Meter und gelangte über 200 Meter mit 23,58 s auf Rang sechs. Zudem belegte sie mit der niederländischen 4-mal-400-Meter-Staffel in 3:37,51 min ebenfalls den sechsten Platz. Im Jahr darauf wurde sie bei den Europameisterschaften in München in 23,31 s Siebte über 200 Meter und wurde mit der 4-mal-100-Meter-Staffel im Vorlauf disqualifiziert. 2003 schied sie bei den Weltmeisterschaften nahe Paris mit 23,51 s im Viertelfinale über 200 Meter aus und verpasste mit der Staffel mit 43,96 s den Finaleinzug. Im Jahr darauf nahm sie im Staffelbewerb erneut an den Olympischen Sommerspielen in Athen teil und kam dort in der Vorrunde nicht ins Ziel. 2005 gewann sie bei den Halleneuropameisterschaften in Madrid in 23,42 s die Bronzemedaille über 200 Meter hinter der Bulgarin Iwet Lalowa-Collio und Karin Mayr-Krifka aus Österreich. Im August wurde sie mit der Staffel bei den Weltmeisterschaften in Helsinki im Vorlauf disqualifiziert und im Jahr darauf schied sie bei den Europameisterschaften in Göteborg mit 24,01 s im Semifinale über 200 Meter aus. Daraufhin beendete sie ihre aktive sportliche Karriere im Alter von 33 Jahren.
In den Jahren von 1999 bis 2003 sowie 2005 und 2006 wurde Poelman niederländische Meisterin im 100-Meter-Lauf sowie 1999 und von 2001 bis 2006 auch über 200 Meter. Zudem wurde sie 1998 Hallenmeisterin über 60 Meter sowie 2002 und 2005 über 200 Meter.

## Persönliche Bestleistungen
- 100 Meter: 11,27 s (+0,7 m/s), 30. Juli 1994 in Hechtel
  - 60 Meter (Halle): 7,26 s, 12. März 1994 in Paris
- 200 Meter: 23,00 s (+0,5 m/s), 20. Juli 2002 in Heusden-Zolder
  - 200 Meter (Halle): 23,36 s, 12. Februar 1995 in Gent
- 400 Meter: 52,84 s, 18. Juli 2001 in Cottbus